# Deva (Gijón)
Deva es una parroquia del concejo asturiano de Gijón (España), cuyo templo parroquial está dedicado a San Salvador. Pertenece al Distrito Rural del municipio.

## Demografía
En el año 2022 tenía una población de 699 habitantes.

## Ubicación
Limita al este con el concejo de Villaviciosa, en las parroquias de Quintueles, Arroes y Peón, al sur con Caldones, al oeste con Santurio y al norte con Cabueñes.
Por Deva transcurre la A-8. En la parroquia solo hay una línea de Emtusa, la línea 26, que opera en fines de semana y festivos.

## Toponimia
El filólogo Ramón d'Andrés Díaz recoge en su obra Diccionario toponímico del concejo de Gijón una interpretación para el origen de la denominación de la parroquia. Según este autor, Deva toma el nombre del río que discurre por ella, el cual es más habitualmente llamado Peñafrancia. El origen del topónimo podría estar en el vocablo céltico deva, que significa "diosa". La divinidad a la que hace referencia sería el propio curso de agua, pues la religión de los pueblos celtas adoraba los ríos. Si bien la palabra latina diva también significa "diosa", Ramón d'Andrés Díaz cree que con las reglas de evolución fonética es difícil que genere Deva.
En el País Vasco hay igualmente una localidad y un río con el nombre de Deva (Deba en euskera). En Asturias hay otros dos lugares con esta denominación, la isla de la Deva (en el concejo de Castrillón) y el Río Deva (que nace en Covadonga y desemboca en la ría de Tina Mayor, donde sirve de límite entre Asturias y Cantabria). Ramón d'Andrés Díaz estima que es importante señalar que tanto el curso de agua gijonés como el del oriente asturiano nacen debajo de sendas peñas, sobre las cuales hay sendos santuarios relacionados con antiguas divinizaciones de los ríos. Además, estos dos lugares celebran fiestas el día 8 de septiembre.

## Sitios de interés
Destaca la iglesia de San Salvador de Deva, la Capilla de Nuestra Señora de la Peña de Francia, y el cementerio municipal de Deva, que desde 1999 es la principal necrópolis de la ciudad, cuenta con un gran tamaño y tiene un diseño moderno.
El monte Deva, de 423 metros de altura, es un área natural de gran importancia de la parroquia, con varias áreas recreativas y senderos SL para hacer senderismo. En él se ubican el Observatorio Astronómico de Gijón y el Centro de Interpretación de la Naturaleza Monte Deva.

## Aldeas, lugares y caserías
Se indican entre paréntesis los nombres en asturiano, que tienen carácter oficial:
- Castañeda (Castañera)
- Fondón (El Fondón)
- Lloreda (Llorea)
- La Olla
- Pedroco (El Pedroco)
- Reguera (La Reguera)
- Rioseco (Riosecu)
- San Antonio
- Serantes
- Zarracina